# Машков, Иван Павлович
Ива́н Па́влович Машко́в (урожд. Иван Михайлович Соколов-Евдокимов; 1 [13] января 1867, Тамбовская губерния — 13 августа 1945, Москва) — русский, советский архитектор, реставратор, просветитель, исследователь древнерусского зодчества.
Большинство построек Машкова принадлежит к русскому стилю и неоклассицизму, но наиболее известен он постройкой в стиле модерн — доходным домом М. В. Сокол на Кузнецком Мосту в Москве и реставрацией таких святынь, как Смоленский собор Новодевичьего монастыря и Успенский собор в Кремле. Кавалер Ордена Святого Станислава второй степени, Герой Труда.

## Биография

### Происхождение и ранние годы
Сын деревенского кузнеца Михаила Евдокимовича Соколова-Евдокимова и его жены Евфимии Денисовны. Родился 1 (13) января 1867 года в селе Трубетчино Тамбовской губернии (ныне Липецкая область); по другим данным, Машков родился в Липецке.
В 3-х летнем возрасте потерял родителей и был вместе с другими детьми Соколовых-Евдокимовых перевезён в Липецк к родной тётке, едва сводившей концы с концами. В 1875 году тётка отдала Ивана на усыновление в липецкую семью Павла Карповича и Наталии Ефимовны Машковых. П. К. Машков был выходцем из мещан и начинал приказчиком в небольшом мануфактурном магазине, а впоследствии, выкупив этот магазин, стал купцом II гильдии. В 1878—1879 годах приёмный отец тяжело заболел и был вынужден продать свой магазин для погашения кредитов, а вскоре скончался; Наталия Ефимовна с приёмным сыном, после сравнительно обеспеченной жизни, вынуждены были существовать на весьма скромные средства. Большое влияние на воспитание Ивана и выбор его будущей профессии оказал брат приёмной матери, Алексей Ефимович Андреев, который служил землемером и учителем рисования и чистописания в Уездном училище, а также исполнял обязанности липецкого городского архитектора. Андреев после смерти приёмного отца взял Ивана к себе помощником, научил его чертить и снимать с натуры планы местности и составлять оценки для страхования недвижимого имущества.
В 1881 году Наталия Ефимовна собрала последние оставшиеся средства и, по совету брата, отвезла приёмного сына в Москву для поступления в Московское училище живописи, ваяния и зодчества (МУЖВЗ). Осенью того же года 14-летний Иван выдержал экзамен и был принят сразу в головной класс училища. Сразу же после поступления его приютила жившая при училище семья бывшего письмоводителя Ионова, в которой также квартировали сыновья академика живописи К. Трутовского.
В те годы в училище преподавали архитекторы А. С. Каминский, К. М. Быковский, А. П. Попов, художники А. К. Саврасов, И. М. Прянишников, В. Г. Перов. Одновременно с Машковым на разных отделениях училища учились К. А. Коровин, И. И. Левитан, А. Архипов, А. С. Голубкина, К. Ф. Юон и другие. За проект на тему «Губернское собрание», выполненный в 1885 году по классу архитектуры под руководством А. С. Каминского, Машков был награждён Малой серебряной медалью. Каминский тепло относился к Машкову, называл его любимым учеником.
В 1886 году он окончил МУЖВЗ с Большой серебряной медалью за проект на тему «Почтамт» и званием классного художника архитектуры с правом производства строительных работ. Факт получения полноценной строительной лицензии в 19 лет — уникален для российской архитектурной школы (обычно, путь от поступления в МУЖВЗ до получения лицензии занимал 10-15 лет). После окончания МУЖВЗ Машков начал преподавать перспективу в Училище изящных искусств А. О. Гунста.

### Начало деятельности
После окончания МУЖВЗ Машков поступил помощником в мастерскую работавшего в Москве венского архитектора Августа Вебера, которая была создана специально для проектирования и наблюдения за строительством нового южного крыла Политехнического музея. В мастерской Вебера Машков познакомился с архитектором Н. А. Шохиным — автором центральной части музея и директором его Архитектурного отдела. Позднее Машков помогал Шохину в организации отдела и много сотрудничал с ним в ходе архитектурной практики.

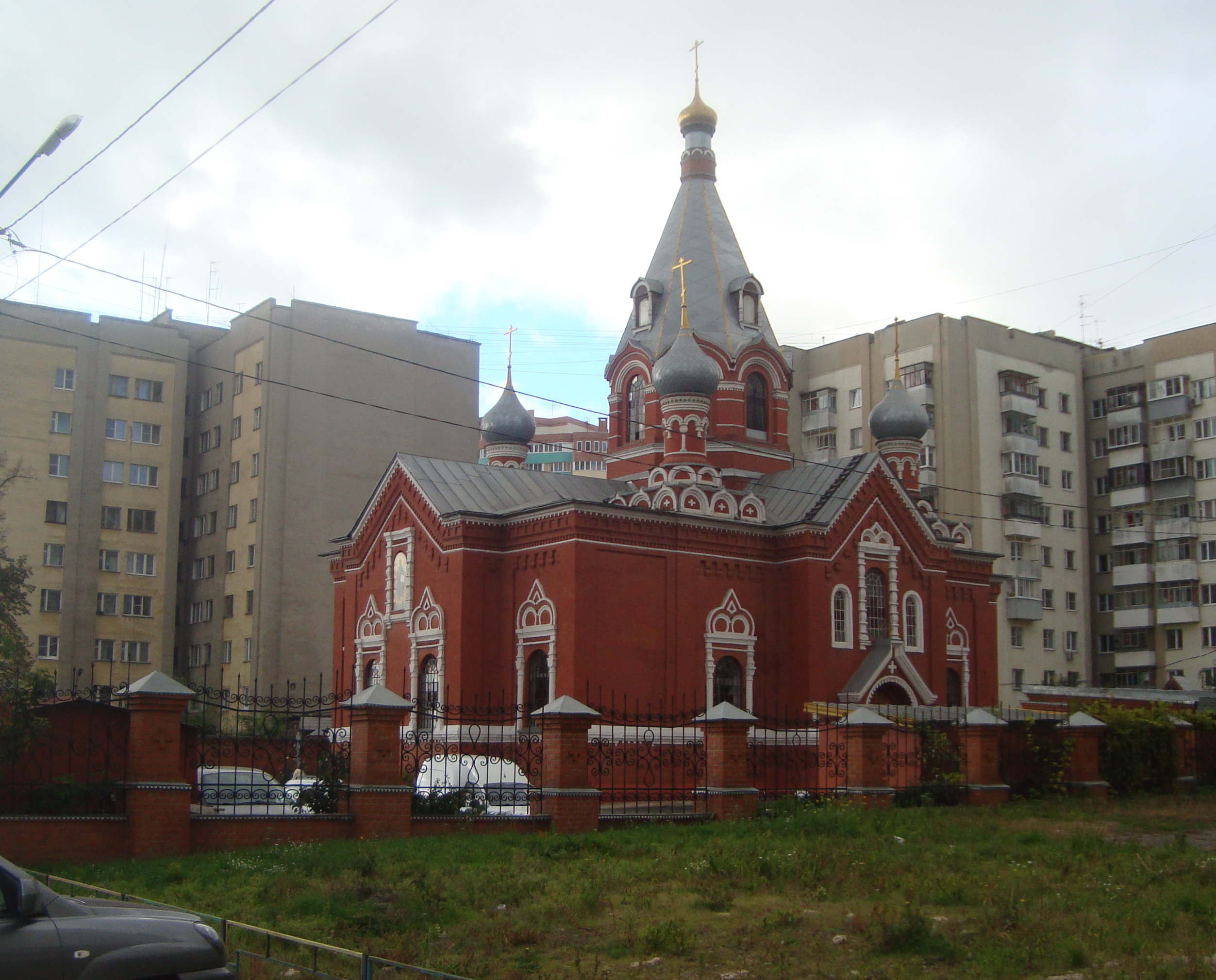
Никольский храм в Липецке

В 1885—1888 годах Машков работал помощником К. М. Быковского на проектировании и строительстве Университетских клиник на Девичьем Поле. Вместе с ним у Быковского в то время работали С. У. Соловьёв, А. Ф. Мейснер, П. Ф. Красовский, М. М. Черкасов и другие начинающие архитекторы. В те же годы Машков сотрудничал с архитекторами братьями Дмитрием и Михаилом Чичаговыми; принял участие в строительстве зданий Московской городской думы и театра Корша.
В 1889—1890 годах архитектор жил в Липецке, где самостоятельно спроектировал и построил две школы, больницу и тюремную церковь (ныне действующий Никольский храм). Вернувшись в Москву, Машков приобрёл собственную практику, строил преимущественно в русском стиле небольшие сооружения — дом Братолюбивого общества, Дом трудолюбия имени Горбовых и ряд других. В 1888 году вступил в Московское архитектурное общество (МАО), активным членом которого он оставался до закрытия общества в 1932 году. В 1889 году по предложению Н. А. Шохина он вошёл в состав архитектурно-художественной и строительной комиссии Политехнического музея, а уже в следующем году стал заместителем Шохина по Архитектурному отделу. В 1899 году Иван Машков женился на Анне Николаевне Гранау — сироте, воспитывавшейся в семье почётного гражданина Москвы А. Моженского.

### Зрелые годы
С 1890 по 1913 годы состоял архитектором Братолюбивого Общества снабжения в Москве неимущих квартирами. Многие его работы этого времени выполнены по заказу благотворительных заведений, что исключало «архитектурные излишества»; единственное и излюбленное украшение его домов той эпохи — абрамцевская майолика. С 1895 года служил архитектором Московской городской управы, ведая в разные годы застройкой Лефортовской, Мещанской и Басманной частей Москвы. В 1895 году Машков стал членом-корреспондентом Императорского Московского археологического общества (ИМАО), в 1898 году был избран действительным членом Общества, а вскоре стал его Учёным секретарём и товарищем (заместителем) председателя. В ИМАО он возглавлял Комиссию по сохранению древних памятников, занимался исследовательской работой, самостоятельно участвовал в реставрации ряда старинных построек, являлся бессменным редактором «Древностей» — сборника трудов Общества, в котором была опубликована большая часть научных работ Машкова. С 1894 по 1907 годы преподавал курс теней и перспективы в МУЖВЗ.
В возрасте 36 лет Машков спроектировал и приступил к постройке доходного дома М. В. Сокол на Кузнецком Мосту. «Сокол» уникален не только в жизни Машкова, но и в московской архитектуре в целом — это, вероятно, единственный дом Москвы, построенный в стиле Венского сецессиона (см. также творчество И. А. Иванова-Шица, развившего собственную версию этого стиля). Золочёная крыша и кованые украшения этого дома (впоследствии утраченные) — заимствованы у Отто Вагнера, при этом здание — традиционно московское, и при постройке составляло единый ансамбль с расположенной в двух кварталах гостиницей «Метрополь». Майоликовая мозаика c изображением буревестника, летящего над волнами, была выполнена Н. Н. Сапуновым (Мир Искусства), и казалась одновременно и цитатой из Максима Горького, и отражением чайки, украшавшей завершённый в том же году Ф. О. Шехтелем Московский художественный театр (одновременно «Сокол» — и имя хозяйки дома, и память о родителях архитектора). В 1895—1917 годах И. П. Машков служил главным архитектором Московской городской управы.

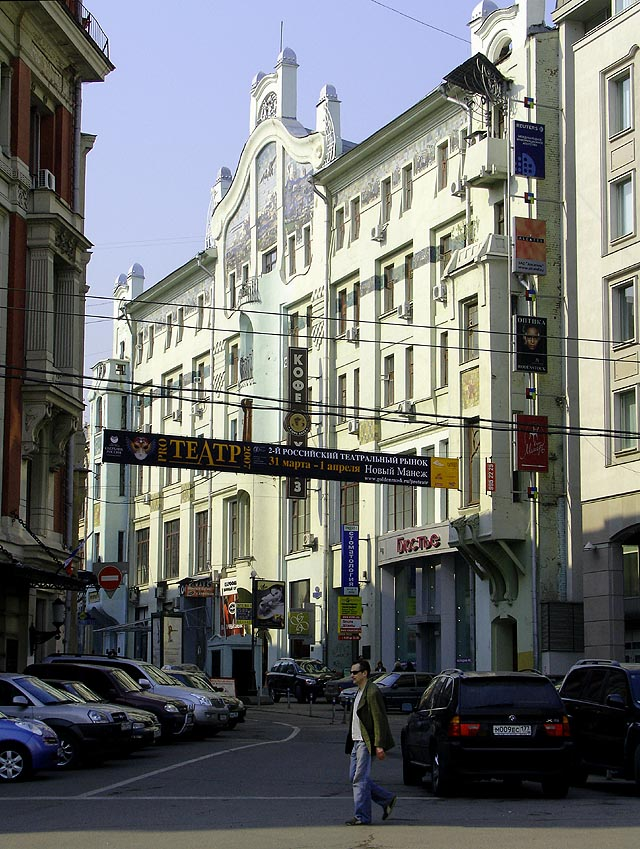
Доходный дом М. В. Сокол
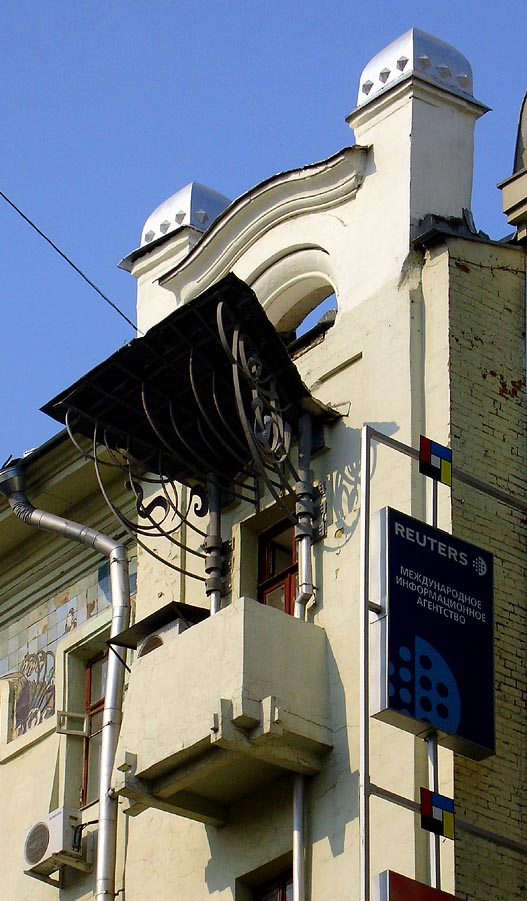
Доходный дом М. В. Сокол, фрагмент
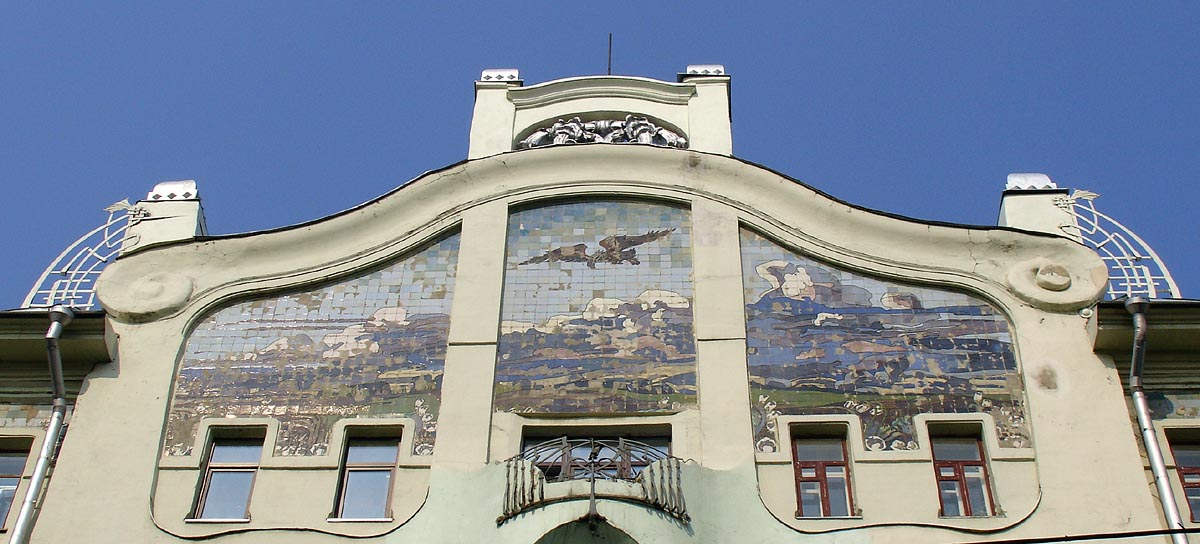
Доходный дом М. В. Сокол, аттик
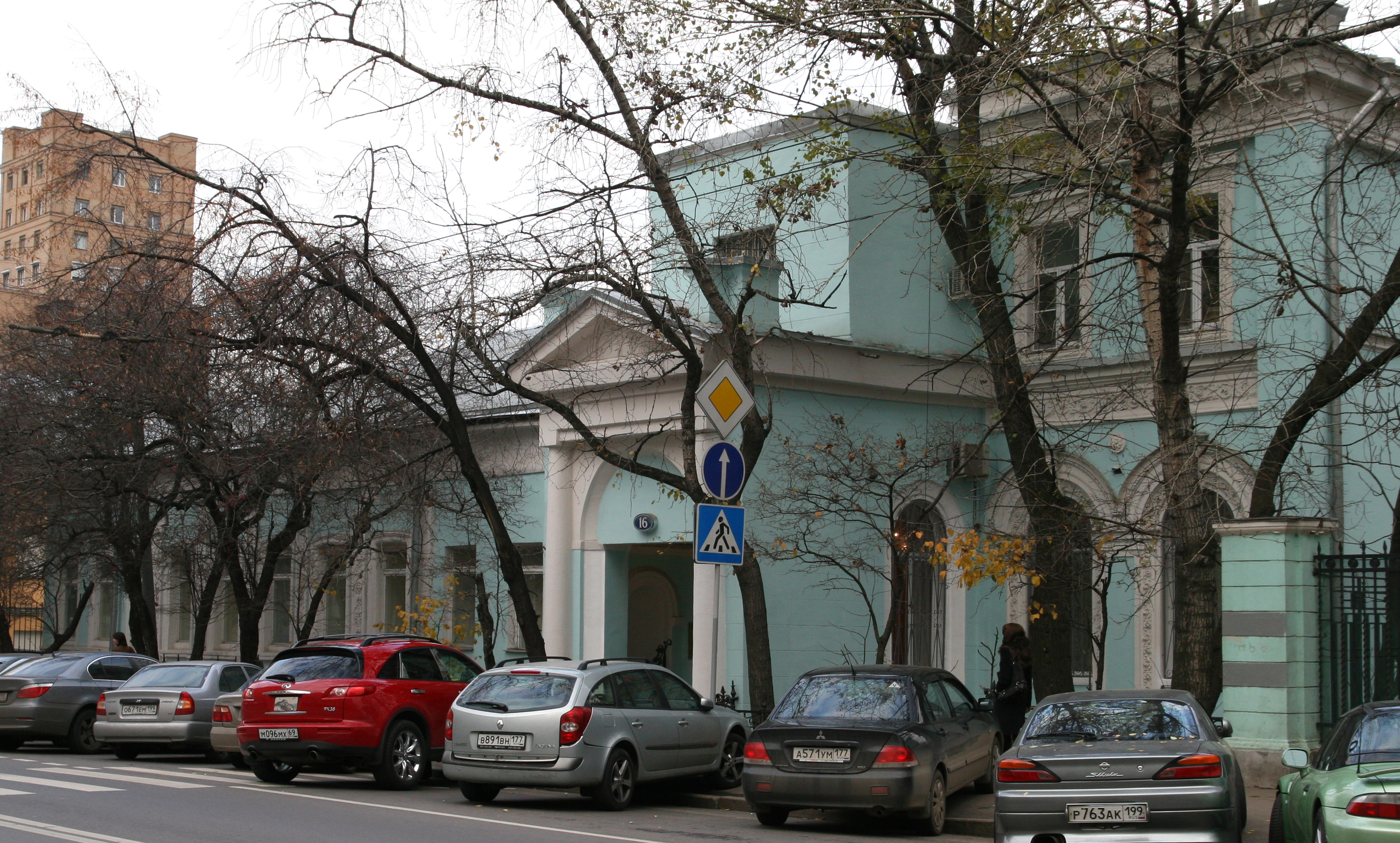
Особняк Е. М. Паутынской на Малой Дмитровке

После революции 1905 года, когда публика отвернулась от модерна, Машков, как и многие современники, перешёл в лагерь неоклассиков. Два его наиболее известных здания той поры — городской ломбард (1911—1915, Большая Бронная улица, 23) и доходный дом Ю. П. Эггерс (1913—1914, улица Россолимо, 4) — выполнены в строгом петербургском стиле. Тогда же, Машков реализовал свой крупнейший проект — неоклассическую Преображенскую психиатрическую больницу (ныне больница имени П. Б. Ганнушкина). В 1908 году И. П. Машков спроектировал архитектурную часть памятника первопечатнику Ивану Фёдорову (скульптор С. М. Волнухин).
В 1908—1933 — заведующий архитектурным отделом Политехнического музея (предшественник нынешнего Музея Архитектуры). Самостоятельно написал и издал десятки книг и пособий по архитектуре, в том числе один из лучших путеводителей по Москве (1895 и 1913). В 1913 году И. П. Машков получил чин надворного советника.
Несмотря на свою деятельность по охране памятников, Машков был сторонником строительства небоскрёбов в Москве и в 1913 году предложил к постройке проект 13-этажной башни на Тверской, заблокированный городской думой.

### Советский период

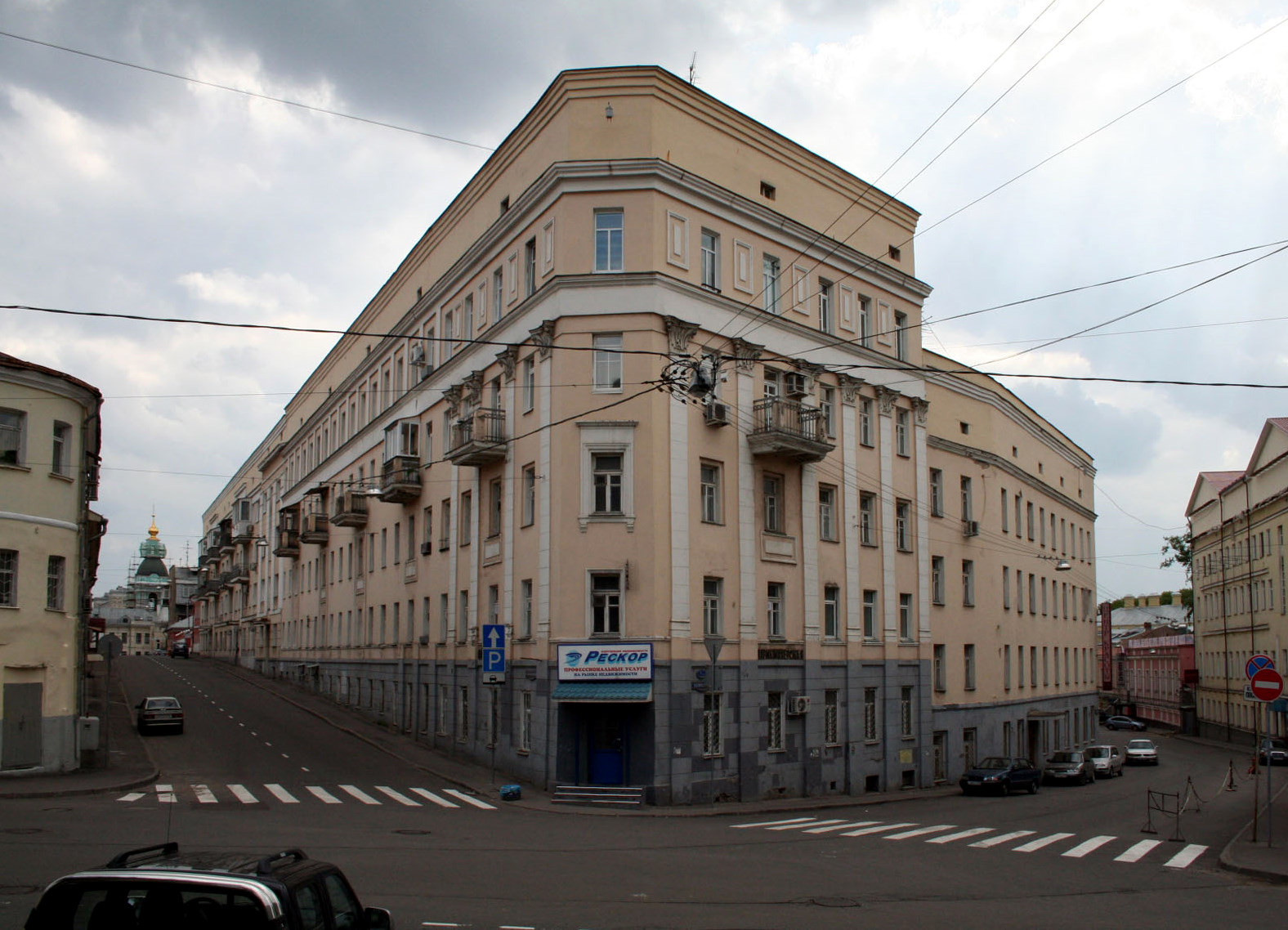
Дом «Утюг» на Хитровке. Перестроен в 1925 году по проекту И. П. Машкова. Угол Петропавловского и Певческого переулков

В октябре 1917 года Машков — заместитель главного архитектора города Москвы — сохранил за собой этот пост и некоторое время исполнял обязанности главного архитектора города, занимаясь в основном ремонтами обветшавшего городского хозяйства. После 1918 года И. П. Машков служил старшим архитектором отдела проектирования Моссовета, участвовал в разработке первого Генерального плана развития «Новая Москва». В 1929 году Машков и скульптор Н. А. Андреев создали памятник А. Н. Островскому у Малого театра. В течение всех двадцатых-тридцатых годов Машков продолжал документировать московскую старину (нередко — накануне сноса), и отреставрировал Пашков дом, тогда ещё известный как Румянцевский музей. В годы НЭПа совместно с В. Д. Адамовичем учредил арендно-строительное акционерное общество «Строитель», специализирующееся на постройке разного рода зданий и сооружений.

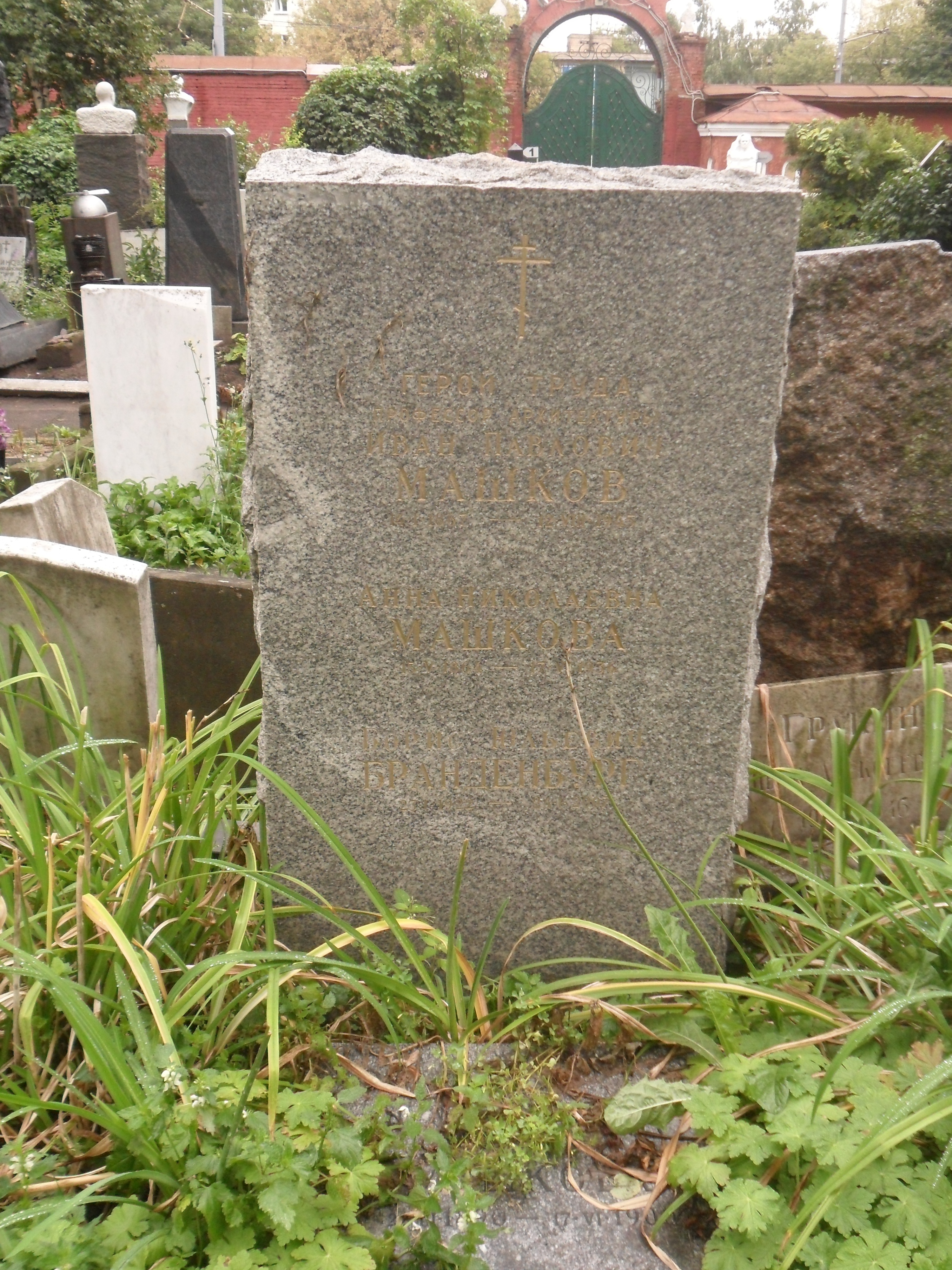
Могила Машкова на Новодевичьем кладбище Москвы.

В 1934—1937 годах преподавал архитектуру в МАРХИ, с 1935 года и до конца жизни возглавлял кафедру архитектуры в Вечернем Строительном институте имени Моссовета. В 1937 году был удостоен звания Героя Труда (по статуту 1927 года). В 1945 году, последнем году жизни, вновь реставрировал Смоленский собор Новодевичьего монастыря.
Умер 13 августа 1945 года. Похоронен на Новодевичьем кладбище (участок № 1, ряд 30, место 1), могила архитектора является объектом культурного наследия регионального значения. Книга Машкова о Новодевичьем монастыре издана посмертно в 1949 году.

## Общественная деятельность
С 1888 года Машков — действительный член Московского архитектурного общества (МАО). В течение десяти лет, с 1893 по 1903 годы, являлся секретарём МАО. В качестве члена Общества принимал активное участие в подготовке и проведении II и V Съездов русских зодчих. В 1895 году был избран секретарём II Всероссийского Съезда зодчих в Москве и под собственной редакцией выпустил для членов Съезда «Спутник зодчего по Москве». На V Съезде зодчих, состоявшемся в Москве в 1913 году, был избран Товарищем Председателя Съезда. Ко времени открытия Съезда под редакцией Машкова для членов Съезда был издан «Путеводитель по Москве». С 1895 года И. П. Машков состоял членом Комиссии МАО по сохранению древних памятников, занимал сначала должность секретаря Комиссии, а с 1913 года являлся товарищем её председателя. По инициативе и под редакцией Машкова Московским архитектурным обществом издавались «Труды Комиссии по сохранению древних памятников». Машков занимался исследованием и обмерами древнерусских памятников, документировал святыни Дмитрова, Боровска и Москвы, редактировал художественно-исторические журналы. Архитектор руководил реставрацией Сухаревской башни, кремлёвских соборов, храма Василия Блаженного. С 1908 по 1918 годы был товарищем председателя МАО Ф. О. Шехтеля. В качестве одного из руководителей Московского архитектурного общества, Машков выступил организатором постройки Дома Архитекторов МАО в Ермолаевском переулке (ныне Музей современного искусства).

## Преподавательская деятельность
С 1887 по 1891 годы Машков преподавал рисование орнамента и перспективу в Училище изящных искусств, организованном художником и архитектором А. О. Гунстом. По воспоминаниям Машкова, это было училище «с широкими задачами и значительным составом лучших по тому времени преподавателей» (вместе с ним там работали К. М. Быковский, Ф. О. Шехтель, А. Н. Померанцев, И. И. Левитан, Л. О. Пастернак и другие).
С 1894 года он начал преподавать архитектуру в МУЖВЗ, издал там литографированные лекции по архитектурной перспективе. В числе его учеников были ставшие впоследствии известными архитекторы С. Е. Чернышёв, И. А. Голосов, В. К. Олтаржевский, художники К. Ф. Юон, Н. П. Крымов, П. В. Кузнецов, скульпторы А. С. Голубкина и С. Т. Конёнков. В январе 1907 года у Машкова возник крупный конфликт со студентами: учащиеся архитектурного отделения на общем собрании высказали недовольство работой трёх преподавателей — И. П. Машкова, А. Ф. Мейснера и З. И. Иванова, посчитав, что те не уделяют студентам достаточного внимания и не считаются «с их мнениями и запросами». Несмотря на то, что Совет училища признал претензии студентов несостоятельными, московский генерал-губернатор С. К. Гершельман принял решение предложить всем трём преподавателям подать в отставку и баллотироваться на занятие должностей в МУЖВЗ заново; И. П. Машков в том же году вышел в отставку, но повторного заявления подавать не стал.
Машков вернулся к преподаванию лишь в советское время: в 1931—1933 годах он работал со студентами Учебного комбината Наркомтяжпрома, а в 1935—1937 годах преподавал архитектурное проектирование в Московском архитектурном институте. С 1935 года и до конца жизни И. П. Машков заведовал кафедрой архитектуры в Московском инженерно-строительном институте (к которому к тому времени был присоединён и Учебный комбинат Наркомтяжпрома). Он так формулировал задачи кафедры: «Подготовить культурного инженера-строителя, для чего дать ему знание основ архитектурного проектирования, развить в нём вкус, понимание и сознательное отношение к выполняемому им в натуре проекту, что необходимо для совместной работы с автором проекта — архитектором». Машков стал автором двух учебников — «Тени в ортогональных проекциях» (1934 г.) и «Линейная перспектива на плоскости» (1935 г.), по которым долгое время занимались студенты ВУЗов архитектурно-строительного профиля.

## Проекты и постройки
- Участие в строительстве левого (южного) крыла Политехнического музея с Лубянско-Ильинскими торговыми помещениями под руководством А. Е. Вебера по проекту Н. А. Шохина (1883—1888, Москва, Новая площадь, 3/4)[Комм 1];
- Участие в строительстве клинического городка Московского университета под руководством К. М. Быковского (1886—1888, Москва, Большая Пироговская улица);
- Уездная земская больница (1888—1890, Липецк), не сохранилась;
- Никольская тюремная церковь (1888—1890, Липецк, Торговая площадь, 16а)[16];
- Женская прогимназия (дом М. А. Клюева) (1890, Липецк, Улица Скороходова), снесена;
- Дача П. Н. Белоусова (1890);
- Дома Братолюбивого общества с квартирами для неимущих (1890—1895, 1899—1903, Москва, Протопоповский переулок, 19, стр. 5-7, 10, 12-14, 17), объект культурного наследия регионального значения[12];
- Жилой дом (1891, Москва, Большой Левшинский переулок, 15/28 — Кропоткинский переулок, 28/15)[12];
- Пристройка к ампирному особняку (1892, Москва, Калошин переулок, 10);
- Проект дома для детей лиц, пострадавших при Ходынской катастрофе (1893, Москва, Ходынское поле), не осуществлён;
- Перестройка особняка Е. М. Паутынской (1893, 1897—1898, Москва, Малая Дмитровка, 16);
- Фабрика С. Н. Бирюкова (1894, 1914, Москва, Малая Семеновская ул., 3);
- Дом М. С. Романова и устройство в нём концертного зала на 800 человек (1895—1896, Москва, Малая Бронная улица, 2);
- Городской дом трудолюбия им. М. А. и С. Н. Горбовых, строительство осуществлял Н. И. Якунин (1895—1896, Москва, Большой Харитоньевский переулок, 24);
- Убежище для детей, лиц, пострадавших на Ходынском поле 18 мая 1896 года (1896, Москва), не сохранилось;
- Проект церкви (1896, с. Никольское Ростовского уезда Ярославской губернии);
- Особняк Д. А. Хомякова (1896—1897, Москва, Трубниковский переулок), не сохранился;
- Загородный дом Д. А. Хомякова в имении Богучарово (1896—1899, с. Слободка Тульской губернии);
- Николаевский дом Братолюбивого общества (1897—1899, Москва, Улица Плющиха, 10);
- Надстройка дома графа Бреверн-де-ля-Гарди (1897—1899, Москва, Трубниковский переулок, 11);
- Особняк Ф. И. Москвина (1897—1900, с. Бутово Московской губернии);
- Училище имени С. Н. и М. А. Горбовых (1897—1899, Мценск);
- Черкасская богадельня попечительства о бедных Императорского Человеколюбивого общества (1898—1899, Москва, Ленинградский проспект, 16, стр. 1, 2)[12];
- Проект здания для отделения Государственного банка (1898—1899, Елец);
- Корпус для служащих Басманной больницы (1898—1899, Москва, Новая Басманная улица, 26);
- Доходный дом кн. Н. Э. Голицына — Е. Н. Грушка (1898—1901, Москва, Большой Николопесковский переулок, 13, стр. 2), выявленный объект культурного наследия[12];
- Реставрация церкви Св. Георгия в Пушкарях (1899, Москва);
- Реставрация Воскресенского собора (1899, Волоколамск, улица Горвал)[17];
- Доходный дом Галеновской (1899, Москва, Сивцев Вражек), не сохранился;
- «Вдовьи дома» Братолюбивого общества имени М. Л. и Т. А. Королёвых и Мак-Гилл (1899—1902, Москва, Госпитальная улица, 6, 10), объект культурного наследия регионального значения[12];
- Учебный корпус Московского училища живописи, ваяния и зодчества (кон. 1890-х, Москва, Мясницкая улица, 21, стр. 2)[12];
- Ломбард (1890-е—1900-е, Елец);
- Дом имени Императора Николая II для вдов и сирот воинов, убитых в русско-японской войне (1890-е—1900-е, Москва, Улица Плющиха);
- Здание полицейской Басманной части (Басманный полицейский дома) (1890-е—1900-е, Москва), не сохранился;
- Загородный дом Горбовых (1890-е—1900-е, Орловская губерния);
- Реставрация собора Бориса и Глеба в Борисоглебском монастыре (1890-е—1900-е, Дмитров, улица Минина, 3)[18];
- Реставрация церкви Похвалы Пресвятой Богородицы в Башмакове (1890-е—1900-е, Москва), не сохранилась;
- Пристройки (флигели) к главному дому городской усадьбы Е. Н. Офросимовой — Викторовых — И. А. Воронцова (1900, Москва, Малая Полянка, 9, стр. 1, 2), объект культурного наследия регионального значения[12];
- Общежитие для студентов Константиновского межевого института (1900, с. Перерва), не сохранилось;
- Обсерватория Константиновского межевого института (1900, Москва);
- Доходный дом К. Валериановой (1900, Москва, Бобров переулок, 6с3), перестроен;
- Мариинская богадельня Братолюбивого общества снабжения в Москве неимущих квартирами с церковью Св. Князя Владимира и Св. Марии Египетской (1900—1901, Москва, Протопоповский переулок, 19, стр. 6);
- Проект часовни (1900—1901), неосуществлён?;
- Доходный дом А. Т. Лабзова (1901—1902, Москва, Земледельческий переулок, 5), частично сохранился;
- Доходный дом А. К. фон Мекк (1901—1902), Москва), не сохранился;
- Дом А. И. Чернова (1902, Москва, Лопухинский переулок, 3);
- Церковь на 800 человек (1902, с. Рождествено Алексинского уезда Тульской губернии);
- Бани К. П. Бирюковой (1902—1904, Москва, Улица Красная Пресня, 7), не сохранились;
- Дом Е. С. Роговина (1902, Москва, Большая Грузинская улица);
- Дом Цветкова (1902, Москва, Мансуровский переулок, 13);
- Собор Святого Александра Невского и трапезная в Троицком Александро-Невском монастыре (1902—1904, Акатово Клинского района Московской области)[19];
- Доходный дом Е. С. Роговина (1903, Москва, Краснопролетарская улица);
- Доходный дом М. В. Сокол (1903—1904, Москва, Кузнецкий Мост, 3), объект культурного наследия регионального значения[12];
- Стены и башни Новодевичьего кладбища, совместно с архитектором С. К. Родионовым (1904, Москва, Лужнецкий проезд, 2);
- Особняк И. А. Бунеева (1904, Москва, Вторая Боевская улица, 8);
- Доходный дом А. Н. Крокоса (1904, Москва, Большая Полянка, 60/2);
- Доходный дом В. В. Назаревского (1904, Москва, проспект Мира, 49а);
- Участие в строительстве Большой аудитории Политехнического музея, совместно с архитектором З. И. Ивановым и инженером А. А. Семёновым (1904—1907, Москва, Новая площадь, 3/4);
- Реставрация Смоленского собора и других памятников Новодевичьего монастыря (1905, 1945, Москва);
- Доходный дом Н. С. Лутковского (1905—1906, Москва, Леонтьевский переулок, 21);
- Доходный дом Н. А. Лазарева (1907, Москва, Первый Коптельский переулок, 14);
- Дом Ф. Л. Брощина (1907, Москва, Пятницкая улица);
- Дом Н. А. Бунеева (1907, Москва, Стромынский переулок);
- Доходный дом графини П. С. Уваровой (1908—1909, Москва, Леонтьевский переулок, 18/17 — Вознесенский переулок, 17/18, стр. 1), надстроен[12];
- Доходный дом Чудова монастыря (1908—1910, Москва, Комсомольский проспект, 3);
- Памятник первопечатнику Ивану Фёдорову, скульптор С. М. Волнухин (1908—1909, Москва, Театральный проезд), объект культурного наследия федерального значения[12];
- Дом Новодевичьего монастыря (1910, Москва, Зарядьевский переулок), не сохранился;
- Городское училище (1910, Москва, Вятская улица, 28);
- Доходный дом Ремизовых (1910—1911, Москва, Лопухинский переулок, 1а);
- Проект цирка братьев Никитиных (1910—1911, Москва, Триумфальная площадь), не осуществлён;
- Особняк во владении Московского университета (1911, Вознесенский переулок, 7);
- Тверское отделение Городского ломбарда (1911—1915, Большая Бронная улица, 23);
- Участие в реставрации Успенского собора (1911—1915, Москва, Соборная площадь Московского Кремля);
- Преображенская клиническая больница (два корпуса — клинический имени М. Л. и Т. А. Королёвых и больничный — имени Алексеевой) (1912—1913, Потешная улица, 3, корп. 1-4)[12];
- Проект доходного дома Акционерного домостроительного общества Н. К. фон Мекк (1913, Москва, Глинищевский переулок), не осуществлён

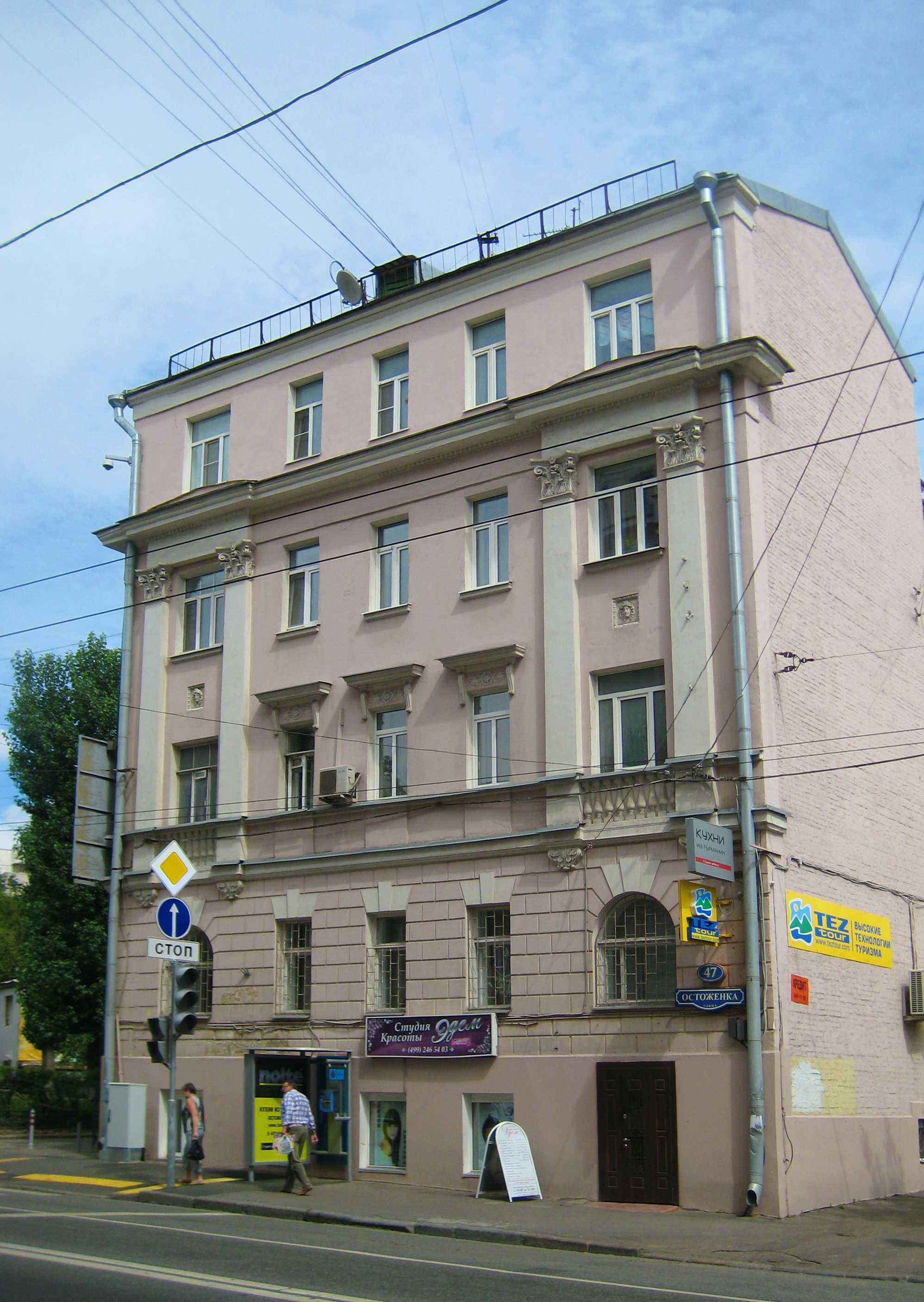
Доходный дом причта Успенской церкви

- Доходный дом причта Успенской церкви (1913—1914, Москва, Остоженка, 47), ценный градоформирующий объект[12];
- Доходный дом Ю. П. Юргенс (1913—1914, Москва, Улица Россолимо, 4);
- Проекты здания Центрального отделения городского ломбарда (1913—1915, Москва), не осуществлены;
- Проект расширения придела церкви Владычного монастыря (1914, Серпухов);
- Проект особняка Н. Коновалова (1914, Москва, Поварская улица);
- Подворье Михаило-Архангельского женского монастыря с церковью Чуда Михаила Архангела в Хонех (1914—1915, Москва, Улица Красная Пресня, 46)[20]. Сохранилась частично, перестроена[21];
- Проект доходного дома С. В. Баранова (1915, Москва), не осуществлён;
- Перестройка главного дома городской усадьбы Е. Л. Маринг-Дарбель — В. В. Варгина (1915, Москва, Первый Колобовский переулок, 36)[12];
- Доходный дом Чудова монастыря с приютом для сирот (1915—1918, Москва, Фрунзенская набережная, 10), выявленный объект культурного наследия[12];
- Проект загородного дома Полякова (1916, ст. Павшино);
- Проект загородного дома Меншикова в Круговском имении (1916);
- Реставрация Китайгородской стены, совместно с Н. В. Марковниковым, А. Ф. Мейснером, И. Е. Бондаренко, С. К. Родионовым, И. В. Рыльским и др. (1919—1921, Москва), не сохранилась[22];
- Перестройка гаража и конюшен бывшего особняка М. А. Тарасова под квартиры (1925, Москва, Хлебный переулок);
- Жилой дом рабоче-строительного кооперативного товарищества «Работник Льноторга», совместно с Б. М. Великовским (1926, Москва, Малая Бронная улица, 36)[12];
- Архитектурная часть (по первоначальному проекту Ф. О. Шехтеля[23]) и ограждение памятника А. Н. Островскому, скульптор Н. А. Андреев (1926—1929, Москва, Театральная площадь, у Малого театра);
- Жилые дома (1925—1926, Москва, Петропавловский переулок, 1/2, — Певческий переулок, 2/1, стр. 1, 2-2б, 3-3а), ценный градоформирующий объект[12].

## Комментарии
1. ↑  Здесь и далее проекты и постройки даны по М. В. Нащокиной, с необходимыми дополнениями и уточнениями.